# Charles Comyns Tucker
Charles Comyns Tucker (ur. w 1843, zm. w 1922) – brytyjski podróżnik i alpinista, znany dzięki pierwszym wejściom na szczyty w Alpach, Dolomitach i Kaukazie.
Wspinał się głównie w Alpach i Dolomitach. M.in. 22 lipca 1867 r. wraz z J. Backhousem, D. Balleysem, T.H. Carsonem, M. Payotem i D.W. Freshfieldem dokonał pierwszego wejścia na Tour Ronde (3792 m n.p.m.) w masywie Mont Blanc. W 1872 r. był wraz z D.W. Freshfieldem (już bez lokalnego przewodnika) autorem pierwszego wejścia na Cima di Vezzana (3192 m n.p.m.) w Dolomitach, natomiast 31 sierpnia 1874 r. w tych samych górach wraz z T.H. Carsonem dokonał pierwszego wejścia na Rosengartenspitze (2981 m n.p.m.).
Istotną ekspedycją pozaeuropejską, w której brał udział, była wyprawa w Kaukaz w 1868 r., organizowana przez D.W. Freshfielda. Po drodze, wraz z Freshfieldem oraz francuskim przewodnikiem z Chamonix, F. Devouassoudem podjął próbę wejścia na Ararat (nieudaną – z powodu braku aklimatyzacji zawrócili na wysokości ok. 4000 m n.p.m.). Następnie, w towarzystwie wyżej wymienionych oraz przybyłego później do Gruzji W.A. Moore’a, dokonał pierwszego wejścia na Kazbek (5047 m n.p.m.; 1 lipca 1868) oraz na wschodni wierzchołek Elbrusa (5621 m n.p.m.; 31 lipca 1868; jako pierwsi Europejczycy).